# Albrecht Wittenberg
Albrecht Wittenberg (* 5. Dezember 1728 in Hamburg; † 13. Februar 1807 ebenda) war ein deutscher Publizist, Übersetzer und Schriftsteller.

## Leben und Wirken
Albrecht Wittenberg war ein Sohn des Kaufmanns Albert Wittenberg. Er besuchte die Gelehrtenschule des Johanneums. Ein Jurastudium an der Universität Göttingen schloss er am 29. Mai 1752 mit der Promotion ab. Danach arbeitete er als Advokat für kanonisches und römisches Recht in Hamburg. In erster Ehe heiratete er Johanna Philippine, geborene Meyer (1734–1762), die früh verstarb und nach deren Tod er mit dem Schreiben begann.
Wittenberg gilt als einer der bedeutendsten Hamburger Publizisten des 18. Jahrhunderts, der sehr viel schrieb. Er erstellte zahlreiche Übersetzungen, die oftmals mehrere Buchbände umfassten, Reiseberichte sowie historische und politische Werke. 1764 übersetzte er erstmals aus dem Englischen: bei Fingal, ein Heldengedicht in sechs Büchern handelte es sich um ein Werk von James Macpherson, das dieser unter dem Pseudonym „Ossian“ geschrieben hatte. 1766 übersetzte er Dei delitti e delle pene von Cesare Beccaria, das als bedeutend für Strafrechtsreformen im 18. Jahrhundert galt. 
Wittenberg, der zu den engen Freunden Johann Matthias Dreyers gehörte, beteiligte sich an zahlreichen Auseinandersetzungen. 1767 unterstellte er dem Übersetzer Johann Jakob Dusch unzureichende Kenntnisse der englischen und lateinischen Sprache. 1774 kritisierte er Christoph Martin Wieland, den er in seiner „Künftigen Grabschrift“ als „Volksverführer“ bezeichnete. Im Rahmen des Fragmentenstreits kritisierte Gotthold Ephraim Lessing Wittenberg im Anti-Goeze, worauf dieser mit einem „Sendschreiben an den Herrn Hofrath Lessing“ reagierte. Allen Feindinnen und Feinden widmete er 1779 die „Epigramme und andere Gedichte“.
Wittenberg setzte sich ausführlich mit dem zeitgenössischen Theater auseinander. Er übersetzte bis 1780 viele Dramen aus dem Französischen und Englischen. Sein besonderes Interesse galt dem Theater am Gänsemarkt unter der Leitung von Friedrich Ludwig Schröder. 1774 wandte er sich mit den „Briefe[n] über die Hamburgische Schaubühne, Schauspieler, und einige sich auf die Schaubühne beziehende Gegenstände“, die er an seinen ehemaligen Kontrahenten Johann Melchior Goeze richtete, abrupt vom Theater ab. In der Schrift, die großes Aufsehen erregte, richtete er eine Entschuldigung an Goeze für die bis dahin von ihm vertretenen Ansichten und schrieb, dass das Theater einen „sittenverderbenden“ Einfluss ausübe. Feodor von Wehl vermutete später, dass Wittenbergs Sinneswandel auf die erfolglose Avancen zurückzuführen sei, die Wittenberg der mit Theaterleiter Schröder verheirateten Dorothea Ackermann gemacht habe.
Neben der Übersetzertätigkeit redigierte Wittenberg drei überregional wichtige Zeitungen: 1767 übernahm er die Redaktion der Staats- und Gelehrte Zeitung des Hamburgischen unpartheyischen Correspondenten, von 1772 bis 1786 arbeitete er für die Altonaer Reichs-Post-Reuter sowie von 1786 bis 1795 für die Kayserliche priviligirte Neue Zeitschrift. Als Herausgeber gestaltete er von 1789 bis 1795 ein Historisches-politisches Magazin, nebst literarischen Nachrichten, in dem er zumeist die Französische Revolution thematisierte. In diesem Blatt schrieb er kritisch und lehnte die Diktatur durch die Jakobiner ab. Er forderte eine objektive Sichtweise und richtige Informationen ein und bestand auf der Publikation von Nachweisen, die seinerzeit mit einem Tabu belegt waren. In den Folgejahren schrieb er deutlich weniger.